# Viesīte
Viesīte è un comune della Lettonia appartenente alla regione storica della Selonia di 4.705 abitanti (dati 2009).

## Località
Il comune è stato istituito nel 2009 ed è formato dalle seguenti località:
- Elkšņi
- Rite
- Sauka
- Viesīte